# Норма (роман)
«Норма» — перший за часом створення роман Володимира Сорокіна, написаний у 1979—1983 роках. Вперше вийшов лише 1994 року у видавництві «Три кита» (укр. «Три кити») спільно з «Obscuri Viri».

## Роман як зразок літератури соцарту

### Інтерпретація Марка Ліповецького
У «Нормі» Володимир Сорокін працює зі знаковою системою радянської цивілізації. На думку Марка Ліповецького, «поетика Володимира Сорокіна являє собою найпослідовніший приклад концептуалізму в прозі<…> Сорокін розпочинав з деконструкції соцреалізму, розробляючи таку версію концептуалізму, як соцарт».. Таким чином, роман «Норма» є своєрідним набором практик деконструкції соцреалістичного письма.

### Інтерпретація Ірини Скоропанової
Ірина Скоропанова у книзі «Російська постмодерністська література» пише про засвоєння Володимиром Сорокіним прийомів соцарту та перетворення їх у дусі шизоаналізу, деконструкцію письменником основних жанрів і стилів радянської літератури, самої естетики соцреалізму. Скоропанова вважає, що Сорокін «з'єднує мову літератури соцреалізму з мовою „фізіологічного“ натуралізму, сюрреалізму, абсурду, досягаючи враження шоку; дискредитує офіційну культуру як джерело ідіотизації суспільства, виявляє приховане нормативними вимогами колективне несвідоме». У творах Сорокіна (зокрема, в романі «Норма») Скоропанова бачить різке неприйняття радянщини, що уособлює для письменника тоталітаризм, владу уявностей, естетичний ідіотизм, одночасно із потягом до цього соціокультурного феномену. Соцарт є для Сорокіна засобом звернення мови офіційної культури проти неї самої. «Офіційна словесність виглядає у Сорокіна як грубий муляж справжнього мистецтва», тим самим виявляючи й роль самої радянської системи — роль «вбивці мови, вбивці літератури, вбивці всього живого, активатора руйнівно-танатоїдальних прагнень, що дрімають у колективному несвідомому». «Норму» та інші твори Сорокіна 70—80-х років, вважає Ірина Скоропанова, «характеризує свідоме вихолощування всього живого, надзвичайно майстерно створюваний ефект мертвечини; у них домінує анормальне, блювотно-потворне, абсурдне. Таким є образ пізньорадянської дійсності в книгах письменника».

## Ідейно-художні особливості
Із самого початку письменник підкреслено відмежовує життя від літератури, вдаючись із цією метою до коду «тексту в тексті», підкреслюючи таким чином, що перед нами не життя, а книга, яка потрапила у КДБ і яку паралельно з нами читає експерт, що має дати висновок про ступінь її крамольності. Опозиція «життя — мистецтво» реалізується в «Нормі» за допомогою двох шарів романної реальності — розповіді-обрамлення й основного тексту. Обрамлення починається підкреслено документально:
|                      | Бориса Гусева арестовали 15 марта 1983 года в 11:12, когда он вышел из своей квартиры и спустился вниз за газетой.(рос.) |
| — В. Сорокін «Норма» | |

Під час обшуку у Гусєва разом із романом Солженіцина «Архіпелаг ГУЛАГ» знаходять і рукопис «Норми». Тут же наводиться і задокументований слідством опис книги:
|                      | …Папка серого картона. Содержит… 372 машинописных листа. Название «Норма». Автор не указан. Первое предложение: «Свеклушин выбрался из переполненного автобуса, поправил шарф и быстро зашагал по тротуару». Последнее предложение: «Лога мира? — переспросил Горностаев и легонько шлепнул ладонью по столу. — А когда?»(рос.) |
| — В. Сорокін «Норма» | |

Таким чином, оповідання-обрамлення ніби виведене за межі самого роману і являє собою життя. Тим самим Сорокін налаштовує читача на сприйняття всього, що він далі прочитає, саме як художнього тексту. Простодушний читач може навіть сприйняти це обрамлення за чисту монету і вирішити, що «Норма» дійсно була знайдена при обшуку у якогось Гусєва, що ця книга, як і «Архіпелаг ГУЛАГ», розповідає про жахи тоталітарної держави тощо. Насправді ж, «головним героєм» твору, головною темою є мова радянської літератури, «основні жанрові й стильові коди якої відтворені в „Нормі“, так що виникає своєрідна антологія її характерних зразків. Роман вміщує в себе й прозу, й поезію, а всередині родів і видів літератури — безліч найрізноманітніших жанрово-стильових варіацій».
Простір-час «Норми» розділений на автономні хронотопи, кожен з яких відтворює певний культурний код. Хоч усі вісім частин роману зовсім різні, мають самостійний характер — у «Нормі» немає ані єдиного сюжету, ані героїв, які б діяли протягом усього твору, — все ж відчувається певна їх (частин) внутрішня єдність. На думку Ірини Скоропанової, «вона скріплюється загальним принципом авторського „самоусунення“, самовідчуження — використанням мови й типових моделей офіційної літератури, що відсилають до кіча, псевдоречі» [45:267]. Кожна з частин «Норми», вважає Ірина Скоропанова, «розкриває спільну надідею: непридатності до вживання, „фекальності“ тієї духовної та ідеологічної їжі, якою — через літературу — напихає народ тоталітаризм».
Отже, при всій своїй фрагментарності, самостійності частин, «Норму» характеризує внутрішня єдність, яка дозволяє говорити про цю книгу як про роман. Ця єдність, окрім «загального принципу авторського самовідчуження», скріплюється також ключовим поняттям — норма, яке так чи інакше обігрується у всіх частинах.

## Деконструкція соцреалістичного дискурсу

### Функції концепту«норма»в романі
У радянські часи поняття «норми» пронизувало всі сфери життя суспільства. В літературі, мистецтві та інших галузях людської діяльності воно мало доволі конкретний зміст, чітко та ясно усвідомлюваний людьми, незалежно від прийняття чи неприйняття цієї самої норми. Приймаючи або не приймаючи норму як еталон, провід, міру всього, людина автоматично потрапляла до того чи іншого табору стосовно режиму, держави, будь-яким проявам державності. Соціалістичне світорозуміння, внаслідок своєї міфологічної суті, є дуалістичним, тому усе в світі, у тому числі й культурні, естетичні явища, розділялося на «нормальне» (своє, хороше, добре, правильне) та «ненормальне» (чуже, погане, зле, неправильне). Але насправді ж траплялось так, що «нормальне» не завжди було таким. Часто прояви нормальності були навіть потворними, жахливими, абсурдними.
Сорокін, матеріалізуючи поняття «норми», вводить його у свій роман як ключове. Норма у нього, на думку І. Скоропанової, «символізує шизофренічний абсурд як норму радянського способу життя, що — на противагу думці, що плекалася, — виявляє офіційне мистецтво. Сорокін створює новий культурний знак, у якому семантика слова „норма“ перекодована на протилежну і проясняється в контексті роману».
У романі Сорокіна норма — це символ тоталітаризму в його культурних зрізах, за допомогою якого вводиться у дію протиборство двох начал: докса (звучання «норма») і парадокса (сутність поняття).
Олександр Геніс у статті «Лук и капуста» пише: «Зрозуміло, що читач відразу ж вдається до неминучого в межах радянської метафізики алегоричного рівняння: якщо означальне — випорожнення, а означуване — умовно кажучи, радянська влада, то зміст тексту — загальновідома скатологічна метафора: „щоб тут вижити, треба лайна нажертися“. Але тут Сорокін й застосовує трюк: метафора уречевлена настільки буквально, що вже припиняє нею бути: означальне — норма, означуване — екскременти, ніякого прихованого, тобто „справжнього“ смислу в тексті не залишається». Під «справжнім» смислом, Геніс має на увазі критику тоталітаризму.
Обидві ці інтерпретації — і Скоропанової, яка вважає «норму» символом «фекальності» радянського способу життя, і Геніса — допустимі та, в принципі, не є взаємозаперечними. Отже, поряд з критикою радянської дійсності у поняття «норма» є ще якась функція, причому пов'язана саме з означуваним. Це ілюструє перша частина роману, яка складається із трьох десятків коротких оповідань-сценок, що пов'язані лише темою «норми». Норма — це державний пайок, який усі громадяни, що займають скільки-небудь помітне положення в суспільстві, починаючи із заводських робітників, зобов'язані регулярно з'їдати. Ідея зрівняльного насадження загальної нормальності ясна, але у перших оповіданнях ще не зрозуміло, що саме являє собою цей пайок. У п'ятому оповіданні герою попадається в нормі ґудзик:
|                      | Алексей Кириллович встал, прошаркал к окну, еще раз поднес пуговицу к лицу: — Надо же… кто-то пуговицу проглотил… господи… как же он умудрился-то?(рос.) |
| — В. Сорокін «Норма» | |

Усе починає ставати на свої місця. Норма — це брикетик калу, упакований у целофан, фольгу або папір. У кожному оповіданні цей брикет фігурує лише у кількох рядках. По-різному персонажі сприймають цю добавку до раціону: з ентузіазмом, негативно, байдуже. В одинадцятому оповіданні дисидент Куперман викидає норму в річку, чим викликає серйозний переполох за участю юних донощиків та міліції. Здавалося б, на цьому можна було б і зупинитися. Антирадянський смисл в наявності, наступні оповідання нічого до нього вже не додають. До того ж книга вийшла у світ у 90-ті роки, коли викривальний пафос сам по собі вже порядком приївся.
Петро Вайль взагалі вважає, що «тепер (тобто у 1995 році) метафору розгортати навіть необов'язково: важливіше слідкувати, як майстерно автор вирішує завдання — написати 31 варіацію на задану тему, уникаючи монотонності та повторів». [11] В оповіданнях першої частини Сорокін використовує моделі «побутової» та «виробничої» прози, «пародіюючи їх, залишає позаду зразки з „Нового світу“ та „Юності“ 60-х».
Отже, при сприйнятті тексту читачем в результаті аналітичного напруження відбувається впізнавання ідеологічної, соціальної, культурної ситуації та декодування її відповідно до заданої текстом установки, внаслідок чого текст сприймається як непряма оповідь. З позиції читача авторський прийом можна назвати відшаруванням текстової реальності від читацького життєвого досвіду, від його ідеологічного й міфопоетичного змісту. Знайомі читачеві моделі прози, культурні коди, ситуації декодуються введенням епізоду поїдання норми (по суті — калу), й сам прийом поступово витісняє смисл (в цьому випадку — антирадянський), увага читача переходить на прийом, читач уже знає, що буде, і йому цікаво те, як Сорокін у черговий раз обставить сцену поїдання норми. Питання «про що написано» замінюється питанням «як написано». Тобто форма одночасно стає змістом, а Сорокін, деконструюючи «побутову» й «виробничу» прозу, демонструє можливість існування її моделей, звільнених від звичного смислового наповнення.
Отже, функції концепту «норма» в романі:
- критика властивого радянській дійсності прагнення «нормалізувати», зрівняти всіх;
- демонстрація можливостей існування моделей соцреалістичної прози поза їхнім зв'язком із звичним змістом.

Крім того, це поняття та його похідні, проходячи червоною ниткою через усю книгу, забезпечує її єдність, внутрішньо зв'язуючи зовнішньо самостійні частини.

### Деконструкція соцреалістичного міфологізму
На розвінчання міфологізму радянської свідомості, радянської культури, яке теж є однією з функцій концепту «норма» в романі, працює цілий комплекс різних елементів твору.
Прихований міфологізм ідеології Сорокін переводить у безпосереднє зображення ритуальних акцій, тим самим оголюючи його, роблячи сюжетно та наочно видимим. Сорокін реритуалізує соцреалізм, апелюючи до його внутрішнього контексту: «уся міфологічність витягується із структури соцреалістичної традиції: соцреалізм ніби повертається до свого структурного ядра». Марк Ліповецький пише також про «трансформовані структури перехідних, посвятних міфів і насамперед міфів (і відповідних ритуалів) ініціації», які лежать в основі прототипічного сюжету соцреалізму і так чи інакше розгортають відносини вчителя (старшого товариша, наставника) та учня (новачка, молодшого продовжувача справи). Як доказ він наводить роздуми Катерини Кларк про те, що мотивації, які приводять більшість конфліктів літератури соцреалізму до їхнього вирішення, походять від традиційного міфу. Герої свідомо прагнуть до соціальної інтеграції, в збиток своєму Я, їм допомагають старші й більш «свідомі» персонажі, які раніше вже здолали таку путь. Сцена, яка знаменує момент переходу, обряд інкорпорації, стає кульмінацією. Старший являє свій власний статус племінного старшинства. Він звичайно дає тому, кого посвячують, поради та «інструкції». Під час ритуалу посвяти старший часто вручає неофіту якісь предмети або символи належності до «племені», наприклад: знамено, значок, партбілет. Сорокін у «Нормі» по-своєму трансформує цю міфологему. Наприклад, одне з оповідань першої частини достатньо чітко орієнтоване на цю ритуально-міфологічну модель в її соцреалістичній реалізації. Юнакові доведеться вперше з'їсти норму. Ця ситуація відповідає першій фазі ініціації — відокремленню неофіта від колишнього, знайомого йому оточення (від дітей, які не їдять, а постачають норму). Батько (наставник) дає йому поради:
|                      | – Давай, давай, Коль. Смелее, главное. Я когда первый раз ел, вообще в два глотка ее, – раз, два. И все. А у нас в то время разве такие были?! Это ж масло по сравнению с нашими. Давай!(рос.) |
| — В. Сорокін «Норма» | |

Кульмінацією оповідання логічно стає саме ритуальне прилучення:
|                      | Коля зажмурился, открыл рот и быстро сунул в него ложку<…> Коля доел норму, бросил ложку в тарелку и шлепнул ладонями об стол...(рос.) |
| — В. Сорокін «Норма» | |

Коля (учень) пройшов випробування й прилучився до іншої групи — до колективу старших — «дорослих членів племені». Структура протосюжету залишилася незмінною, тільки значок або партбілет замінені калом, що поїдається героєм, який проходить посвяту. Семантично ця заміна рівнозначна — смисл ритуалу залишається незмінним: відмова від індивідуального заради колективного, тільки самоприниження тут максимально посилено. Головна відмінність полягає у зміні коду: символічний код замінюється натуралістичним, «культура» — «природою» (тим, що сприймається як дикунство, архаїка).
Марк Ліповецький вважає, що «„деконструкція“, яка відбувається, не лише просвічує соцреалістичні кліше архаїкою ритуалу, але й навпаки, освітлює міф тоталітарною семантикою. З одного боку, цінності соцреалістичного світообразу різко травестуються: пошук, націлений на соціальну інтеграцію, в буквальному розумінні приводить до екскрементів, приниження. Але, з іншого боку, саме ці моменти, що порушують міметичну інерцію соцреалістичного дискурсу, й знаменують остаточний перехід у вимір міфу. Оголення абсурдності дискурсу збігається з урочистістю міфологічного порядку. Саме це і є джерелом суперечливості концептуалізму: огидне й абсурдне втілює тут міфологічну гармонію, досягнута гармонія викликає блювоту».

## Видання
Вперше роман вийшов 1994 року. 1999 року роман був виданий у Німеччині, а 2002 — у США.

### Російською мовою
- Владимир Сорокин. Норма. — Москва: Три кита, 1994.
- Владимир Сорокин. Норма. — Москва: БСГ-Пресс, 1999.
- Владимир Сорокин. Норма. — Москва: БСГ-Пресс, 2000.
- Владимир Сорокин. Норма. — Москва: Ad Marginem, 2002.

### Іншими мовами
- Німецькою: Vladimir Sorokin. Norma. — Koln, DuMont Literatur U. Kunst, 1999.
- Англійською: Vladimir Sorokin. The Norm. — New York, n+1, 2004 (№ 1).